# Julia Żugaj
Julia Zuzanna Żugaj (ur. 2 lipca 2000 w Żorach) – polska influencerka i piosenkarka.

## Życiorys
Kiedy miała cztery lata, znalazła się w składzie dziecięcego zespołu Wesołe Nutki. W dzieciństwie uczęszczała na lekcje tańca hip-hop i należała do różnych grup tanecznych, a w dorosłym życiu została instruktorką tego stylu tanecznego. Ukończyła I Liceum Ogólnokształcące im. Karola Miarki w Żorach.
W 2018 rozpoczęła aktywność w mediach społecznościowych, tworząc treści na aplikację Musical.ly. Wraz ze swoją siostrą, Sonią, tworzyła głównie filmiki o tańcu i lifestyle’u; w ciągu trzech miesięcy ich profil miał 100 tys. obserwatorów, a do lutego 2023 – ponad 3 mln. Od maja 2022 regularnie publikuje treści na swoim kanale YouTube.
W 2018 nawiązała współpracę ze Spotlight Agency zajmującą się influencer marketingiem. W latach 2020–2022 była członkinią internetowego projektu Team X, który przyniósł jej szerszą rozpoznawalność i z którym opublikowała swoje pierwsze utwory.
14 października 2022 nakładem Unity Records wydała minialbum pt. Miłostki, z którym dotarła do pierwszego miejsca listy sprzedaży OLiS. 11 stycznia 2023 za sprzedaż epki uzyskała status złotej płyty. 8 listopada 2023 wydała swoją debiutancką powieść pt. Tak miało być, którą napisała z Przemkiem Corso. 1 grudnia 2023 wydała minialbum pt. Świąteczne harmonie i w tym samym miesiącu rozpoczęła koncerty w ramach ogólnopolskiej trasy koncertowej.
Jesienią 2024 z Wojciechem Kuciną zajęła drugie miejsce w finale 15. edycji programu Polsatu Dancing with the Stars. Taniec z gwiazdami.
Jesienią 2025 będzie brała udział w 22. edycji programu Twoja twarz brzmi znajomo.

## Życie prywatne
W latach 2019–2024 była związana z Maciejem „Sheo” Ejsmontem, również youtuberem, z którym była zaręczona.

## Dyskografia

### Minialbumy
| Rok  | Dane dot. albumu                                                                                                 | Najwyższa pozycja na liście | Certyfikat         | Sprzedaż       |
| Rok  | Dane dot. albumu                                                                                                 | POL                         | Certyfikat         | Sprzedaż       |
| ---- | --- | --------------------------- | ------------------ | -------------- |
| 2022 | Miłostki - Wydany: 14 października 2022 - Wytwórnia: Unity Records, e-Muzyka - Formaty: CD, digital download     | 1                           | - POL: złota płyta | - POL: 15 000+ |
| 2023 | Świąteczne harmonie - Wydany: 1 grudnia 2023 - Wytwórnia: Melody Media, e-Muzyka - Formaty: CD, digital download | 3                           | - POL: złota płyta | - POL: 15 000+ |

### Single
| Rok                                                       | Tytuł                                              | Najwyższe pozycje na listach | Najwyższe pozycje na listach | Najwyższe pozycje na listach | Najwyższe pozycje na listach | Album                                                |
| Rok                                                       | Tytuł                                              | POL                          | POL                          | POL                          | NOR                          | Album                                                |
| Rok                                                       | Tytuł                                              | Spotify                      | Deezer                       | iTunes                       | iTunes                       | Album                                                |
| --------------------------------------------------------- | -------------------------------------------------- | ---------------------------- | ---------------------------- | ---------------------------- | ---------------------------- | ---------------------------------------------------- |
| 2022                                                      | „Wiosenny bez”                                     | –                            | –                            | 29                           | 75                           | Miłostki                                             |
| 2022                                                      | „Shake”                                            | –                            | –                            | 11                           | –                            | –                                                    |
| 2022                                                      | „Nie sądzę”                                        | –                            | –                            | 15                           | –                            | Miłostki                                             |
| 2022                                                      | „Miłostki”                                         | –                            | 57                           | 4                            | –                            | Miłostki                                             |
| 2022                                                      | „Tak blisko nas” (oraz Monika Kociołek)            | –                            | –                            | –                            | –                            | –                                                    |
| 2023                                                      | „Rodzina”                                          | –                            | –                            | –                            | –                            | –                                                    |
| 2023                                                      | „Południowy biegun”                                | 153                          | 76                           | 6                            | –                            | Świąteczne Harmonie                                  |
| 2023                                                      | „Ślad na mapie”                                    | –                            | –                            | –                            | –                            | –                                                    |
| 2024                                                      | „Va Banque” (oraz Daria Marx)                      | –                            | –                            | 53                           | –                            | –                                                    |
| 2024                                                      | „Noc”                                              | –                            | –                            | 26                           | –                            | –                                                    |
| 2024                                                      | „Piosenka o końcu świata” (oraz Andrzej Piaseczny) | –                            | –                            | –                            | –                            | –                                                    |
| 2024                                                      | „Zimowa noc”                                       | –                            | –                            | –                            | –                            | Świąteczne Harmonie (Deluxe)                         |
| 2024                                                      | „Przejdzie deszcz”                                 | –                            | –                            | –                            | –                            | Kleks i wynalazek Filipa Golarza (ścieżka dźwiękowa) |
| 2025                                                      | „Podziwiaj”                                        | –                            | –                            | –                            | –                            | –                                                    |
| „–” oznacza, że singiel nie był notowany na danej liście. |                                                    |                              |                              |                              |                              |                                                      |

### Single promocyjne
| Rok  | Tytuł                                                                                         |
| ---- | --------------------------------------------------------------------------------------------- |
| 2025 | „Noc jest dla nas” (Julia Żugaj, Przemek Pro, Bartek Kubicki, Julita Różalska, Asia Marcinik) |

## Książki
- Julia Żugaj, Przemek Corso: Tak miało być. ISBN 978-83-8330-277-5, wydana 8 listopada 2023[13][41]